# Esenga ovata
Esenga ovata är en stekelart som beskrevs av Cameron 1906. Esenga ovata ingår i släktet Esenga och familjen bracksteklar. Inga underarter finns listade i Catalogue of Life.